# Death of a Nation (muziekalbum)
Death of a Nation is een live opgenomen dvd van de Amerikaanse punkband Anti-Flag. De filmopnamen werden gemaakt op verschillende podia in Noord-Amerika tijdens een tournee die was bedoeld om het net uitgebrachte studioalbum The Terror State te promoten. De dvd werd op 26 oktober 2004 uitgebracht door A-F Records.

## Nummers
1. "Death of a Nation" - 1:58
2. "Turncoat" - 2:22
3. "Got the Numbers" - 2:52
4. "You Can Kill the Protester, But You Can't Kill the Protest" - 2:21
5. "This Machine Kills Fascists" - 2:10
6. "Underground Network" - 3:27
7. "Rank-N-File" - 3:42
8. "Bring Out Your Dead" - 2:09
9. "Captain Anarchy" - 2:42
10. "Sold As Freedom" - 2:13
11. "No Borders, No Nations" - 3:00
12. "Tearing Everyone Down" - 2:53
13. "911 for Peace" - 3:20
14. "Mind the G.A.T.T." - 3:01
15. "Power to the Peaceful" - 2:53
16. "Angry, Young and Poor" - 2:41
17. "Watch the Right" - 2:44
18. "A New Kind of Army" - 3:36
19. "Post-War Breakout" - 2:42
20. "Spaz's House Destruction Party" - 3:21
21. "That's Youth" - 3:03
22. "Die for the Government" - 3:23
23. "Fuck the Flag" - 2:14